# Sección de Gimnasia del Real Madrid Club de Fútbol
La sección de Gimnasia del Real Madrid Club de Fútbol, pese a permanecer extinta en la actualidad, en su momento fue una de las secciones más importantes del club tanto por su dedicación, como por sus numerosos éxitos, tanto en su modalidad de Gimnasia Artística (masculina y femenina) como en su modalidad de Gimnasia Rítmica (femenina)

## Historia
Desde su inauguración en 1924, Chamartín estuvo dotado de un gimnasio. El 1 de octubre de 1924, Heliodoro Ruiz se hizo cargo de la sección de gimnasia artística. Fue después de la guerra civil cuando nació el equipo de gimnasia deportiva (tanto en su modalidad masculina como femenina), y con él los campeonatos. Conquistó numerosos trofeos regionales en la década de los cuarenta y cincuenta en sus diversas modalidades antes de desaparecer. En la gimnasia femenina, destacaba entre sus filas una de las hijas del gran futbolista del Real Madrid, D. Alfredo Di Stéfano. 

El delegado de la sección era Manuel Miguel Ezcaray y los principales deportistas Antonio Yagüe, Josemari García Lomas, Ramón García, Eloy Cuenca, José Ángel Leal, Fernando Bacher, José Novillo y José Luis Gallardo entre otros, sin olvidar a Hermenegildo Martínez varias veces campeón de gimnasia. Tampoco debemos olvidar el potencial de la canteta conquistando muchos títulos en sus categorías inferiores.

## Palmarés
- 5 Campeonatos de Castilla (diversas modalidades)[3]

1957, 1961, 1962, 1963, 1964
- 6 Campeonatos de España (diversas modalidades)

1957, 1961, 1962, 1963, 1964, 1965
- Conquistó muchos triunfos en sus categorías inferiores de gimnasia base[4]

## Enlaces de interés
- Real Madrid Club de Fútbol
- Real Madrid de Baloncesto
- Secciones Históricas Desaparecidas del Real Madrid C. F. http://www.facebook.com/Secciones, en Facebook.